# UFC Fight Night: Edgar vs. The Korean Zombie
UFC Fight Night: Edgar vs. The Korean Zombie (también conocido como UFC on ESPN+ 23 o UFC Fight Night 165) fue un evento de artes marciales mixtas producido por Ultimate Fighting Championship que se llevó a cabo el 21 de diciembre de 2019 en el Sajik Arena de Busan, Corea del Sur.

## Historia
El evento marcó la primera visita de la promoción a Busan y la segunda en Corea del Sur, después de UFC Fight Night: Henderson vs. Masvidal en noviembre de 2015.
Una pelea de peso pluma entre los ex retadores al Campeonato de Peso Pluma de UFC, Brian Ortega y Chan Sung Jung, fue originalmente programada como combate estelar evento. Sin embargo, Ortega se retiró de la pelea a principios de diciembre, debido a una lesión en la rodilla. Fue reemplazado por el ex campeón de peso ligero de UFC, Frankie Edgar. Los dos estaban programados para enfrentarse previamente el 10 de noviembre de 2018 en UFC Fight Night: The Korean Zombie vs. Rodríguez. Sin embargo, Edgar se vio obligado a retirarse de ese combate después de rasgarse el bíceps.
Una pelea de peso mosca entre Ji Yeon Kim y Sabina Mazo estaba programada para el evento. Sin embargo, se informó el 1 de noviembre que Kim se vio obligada a retirarse de la pelea debido a una lesión no revelada.
Un combate de peso mosca entre Veronica Macedo y Amanda Lemos estaba programado para el evento. Sin embargo, Macedo fue retirada del evento a favor de un enfrentamiento con Ariane Lipski el 16 de noviembre en UFC Fight Night: Błachowicz vs. Jacaré. Lemos en cambio peleó contra Miranda Granger.

## Premios extra
Los siguientes peleadores recibieron $50,000 en bonos:
- Pelea de la Noche: Charles Jourdain vs. Doo Ho Choi
- Actuación de la Noche: Chan Sung Jung y Alexandre Pantoja